# 白虎 (2012年電影)
《白虎》（俄語：Белый тигр）是2012年的电影，由卡伦·沙赫纳扎罗夫执导，阿列克谢·维特科夫主演。该电影在2013年的第85屆奧斯卡金像獎中获得奥斯卡最佳外语片奖提名。

## 主角
- 伊万·纳季亚诺夫，由阿列克谢·维特科夫扮演
- 朱可夫，由瓦列里·格列什科扮演
- 沙里波夫，格拉西姆·阿尔希波夫扮演
- 希特勒，由卡尔·科兰茨科夫斯基扮演

## 花絮
- 在电影中出现的白色虎式坦克实际上由IS-2坦克扮演。